# Philippe Barthelet
Philippe Barthelet est un écrivain français né le 16 juin 1957 à Dole (Jura).

## Biographie
Philippe Barthelet naît le 16 juin 1957 ; il a étudié le droit et les sciences économiques puis la philosophie à la Sorbonne, son mémoire de DEA a porté sur la traduction et le commentaire du De sphæra intelligibili [« Sermon sur la sphère intelligible »] d'Alain de Lille.
Le « roman de la langue » qu’il a commencé avec L’Étrangleur de perroquets (1991) se poursuit avec Baraliptons (2007), L'Olifant (2008) et Fou forêt (2012).
De juin 1981 à mars 1983, il est conseiller technique de Michel Jobert, ministre d'État et ministre du Commerce extérieur, épisode qu'il évoque dans ses Lectures au Serpent de mer.
Producteur et chroniqueur à France Culture (1985-2006), il collabore à plusieurs publications, dont Valeurs actuelles (où il tient la chronique hebdomadaire « L’Esprit des mots ») ou Espoir, la revue de la fondation Charles-de-Gaulle, dont il est membre de la convention.[réf. nécessaire]
En tant qu'ancien lauréat (1999), il est membre du jury du prix Combourg-Chateaubriand.

## Œuvres
- Avec Gustave Thibon, Entretiens avec Gustave Thibon, Paris, La Place Royale, coll. « Rencontres », 1989 (réimpr. 2001 ; 2016), 193 p. (SUDOC 060716517)
- Lectures au Serpent de mer : histoire de vingt ans, 1968-1989  (préf. Michel Jobert), Paris, Guivre, 1989, 212 p.
- Avec Olivier Germain-Thomas, Charles de Gaulle jour après jour, Paris, Nathan, 1990 (réimpr. 2000), 351 p. (ISBN 2-09-297607-9, BNF 36644297)
- L'Étrangleur de perroquets  (préf. Jacques Laurent), Paris, Critérion, 1991, 245 p. (ISBN 2-903702-38-1, BNF 35361408)
- Les écrivains et les Hauts-de-Seine, Cyrnéa éditions, 1994
- Saint Bernard, Paris, Pygmalion, coll. « Chemins d'éternité », 1998 (réimpr. 2010), 233 p. (ISBN 2-85704-563-8, BNF 37079177)Traduit en espagnol.
- Dir. et al., Ernst Jünger, Lausanne-Paris, L'Âge d'homme, coll. « Les Dossiers H », 2000, 591 p. (ISBN 2-8251-1425-1, BNF 37677607)
- Éloge de la France, Paris, François-Xavier de Guibert, coll. « Combats pour la liberté de l'esprit », 2003, 101 p. (ISBN 2-86839-833-2, BNF 39235710)
- Dir. et al., Joseph de Maistre, Lausanne-Paris, L'Âge d'homme, coll. « Les Dossiers H », 2005, 877 p. (ISBN 2-8251-1871-0, BNF 39973792)
- Dominique de Roux, Grez-sur-Loing, Pardès, coll. « Qui suis-je ? », 2007, 124 p. (ISBN 978-2-86714-397-7, BNF 41089003)
- Baraliptons, Monaco-Paris, Le Rocher, 2007, 303 p. (ISBN 978-2-268-06068-2, BNF 40970228)
- L'Olifant, Monaco-Paris, Le Rocher, coll. « Rocher littérature », 2008, 222 p. (ISBN 978-2-268-06483-3, BNF 41222275)
- Avec Éric Heitz, Le Voyage d'Allemagne, Paris, Gallimard, coll. « Le Sentiment géographique », 2010, 240 p. (ISBN 978-2-07-012920-1, BNF 42183111)
- Avec Luc-Olivier d’Algange, Terre lucide : entretiens sur les météores, La Bégude-de-Mazenc, Arma artis, 2010, 301 p. (ISBN 978-2-87913-129-0, BNF 42415436)
- Fou forêt, Paris, Pierre-Guillaume de Roux, 2012, 311 p. (ISBN 978-2-36371-022-2, BNF 42605945)
- Dir. et al., Gustave Thibon, Lausanne-Paris, L'Âge d'homme, coll. « Les Dossiers H », 2012, 651 + XV (ISBN 978-2-8251-4142-7, BNF 42631775)
- Dir. avec Pierre-Guillaume de Roux et al., Roger Nimier, Antoine Blondin, Jacques Laurent et l'Esprit hussard : essais, Paris, Pierre-Guillaume de Roux, 2012, 248 p. (ISBN 978-2-36371-040-6, BNF 42767371)
- Avec Valère Novarina, Les Mots éclaireurs : Valère Novarina et le drame de la parole, suivi d'Une mâchoire dans la mer Caraïbe : lettre à Philippe Barthelet, Paris, Pierre-Guillaume de Roux, 2014, 85 p. (ISBN 978-2-36371-105-2, BNF 44260816, SUDOC 181465175, présentation en ligne)
- Le Ciel de Cambridge : Rupert Brooke, la mort et la poésie, Paris, Pierre-Guillaume de Roux, 2015, 142 p. (ISBN 978-2-36371-123-6, BNF 44326446)
- Salut aux bêtes sauvages, Paris, Pierre-Guillaume de Roux, 2017, 272 p.
- Tulipes d'Orage, Paris, Pierre-Guillaume de Roux, 2018
- Vert Dragon, Paris, Pierre-Guillaume de Roux, 2019
- Le Cadet, Paris, Pierre-Guillaume de Roux, 2021

## Prix
- Prix de littérature-générale 1992
- Prix de littérature-générale 1992 de l’Académie française pour L'Étrangleur de perroquets[7]
- Prix Combourg-Chateaubriand 1999 pour Saint Bernard
- Prix de l'essai de l'Académie française 2007 pour Baraliptons[7]